# Frälsarens vakande öga
Frälsarens vakande öga är en från början tysk psalm som skrevs av hovpredikanten Friedrich Wilhelm Krummacher (1796-1868). 
Originalets titel är Hoch aus den himmlichen Höhe och den publicerades första gången i Tyskland 1837. Många översättningar av den tyska texten har gjorts, bland annat: Se från det himmelska höga (Budbäraren no.3, 1858); Ner från det himmelska höga (Sändebudet, Chicago, 1873); Ned ifrån himmelen höga (översatt av Erik Adolf Edgren, Fridssånger, 1887); och Frälsarens vakande öga (översatt av Karl Gustaf Sjölin, Väckelsesånger, 1903).

## Publicerad i
- Budbäraren no.3, 1858
- Fridssånger 1887 översättning av Adolf Edgren
- Väckelsesånger 1903 översättning av Karl Gustaf Sjölin